# U-61号潜艇 (1939年)
U-61号（德語：U 61）是纳粹德国战争海军建造的八艘II-C型近岸潜艇（或称U艇）之一。它由基尔的德意志造船厂承建，于1939年6月15日下水，至同年8月12日交付使用。第二次世界大战期间，该艇曾执行过十次巡逻作战，共计击沉5艘同盟国或中立国商船，累积总吨位为19,668吨。1945年3月27日，U-61号在威廉港退役，至同年5月5日自沉，残骸其后被打捞上岸拆解报废。

## 设计
II级潜艇是从一战中德意志帝国海军的UB级和UF级近岸潜艇发展而来。其外观尺寸小，造价便宜且易于生产，在很短时间内便能造好。这款艇具在设计上吸收了为芬兰海军定制的欧洲水鼬号的优点，是非常出色的训练艇。但由于它们体积较小，在海面上容易剧烈颠簸，因此也被德国人戏称为“独木舟”（Einbaum）。尽管如此，一些II级艇在训练任务与战斗行动中表现相当出色，许多II级艇的衍生型号也相继被建造出来。
U-61号是一款用于近岸水域作战的II-C型单壳体潜艇，它与前型很容易从外形上识别出来，因其司令塔的正面平滑且设置了第二部潜望镜，而不像II-A和II-B型那样呈梯状。为了进一步扩大续航力，该型艇的耐压壳在II-B型的基础上延长了1.4米，从而使全长达到43.9米。增加的部分用作在艇舯部插入两个额外的隔间，以容纳改进的无线电设施，并使燃料舱搭载量达到大约23吨。艇只的舷宽4.08米、高8.4米，并有3.82米的吃水深度，水上和水下排水量则分别增加至291吨和341吨。II-C型艇采用两台曼海姆发动机厂（MWM）生产的六缸四冲程350匹公制馬力（260千瓦特）柴油机用于水面运行，以及两台各配备36个AFA蓄电池组的205匹公制馬力（150千瓦特）西门子-舒克特（SSW）电动发电机用于水下航行；水面最高航速12節（22每小時），水下7節（13每小時）；能够在水面以8節（15每小時）航速续航3,800海里（7,000），或以4節（7.4每小時）连续在水下航行42海里（78）而无需充电。它具备双轴和两副直径为0.85米的螺旋桨，具备在80－150米的深度运行的能力，紧急下潜需时30秒。
武器装备方面，U-61号在艇艏内置有三具管径为533毫米的鱼雷发射管，呈倒三角形布置，其中左舷一具、右舷一具、底部的中线上还有一具；它们合共配备5枚G7型鱼雷，或可携带最多12枚TMA水雷。此外，该艇还搭载有一门20毫米30式高射炮作为甲板炮。其标准船员编制为3名军官及22名水兵。

## 历史
1937年6月17日，海军造舰局正式将八艘II-C型潜艇（U-56至U-63号）的建造合同发包予基尔的德意志造船厂。其中U-61号于1938年10月1日开始铺设龙骨，1939年6月15日下水，至同年8月12日在首度担任艇长的海军中尉于尔根·厄斯滕的指挥下交付使用。完成海试后，该艇成为驻基尔的埃姆斯曼潜艇区舰队的一份子，先后担任训练艇和作战艇直至1939年12月31日。当U艇编制于1940年1月1日重组时，它又加入了同驻基尔的第1潜艇区舰队担任前线艇。同年底退出前线任务后，U-61号从1940年11月15日开始以教学艇身份换编至驻皮劳的第21潜艇区舰队服役。随着苏联红军于1945年初发动东普鲁士攻势下，德国人被迫放弃皮劳基地，该艇遂跟随区舰队自1945年2月起移驻威廉港，继而于3月27日退役。根据长期生效的“彩虹命令”，U-61号于同年5月5日与另外二十二艘德国U艇在威廉港四号入口的西侧掩体、即所谓的“雷德尔船闸”（Raederschleuse，53°31′N 08°10′E / 53.517°N 8.167°E）内自行凿沉——尽管该命令在一天前便由海军元帅卡尔·邓尼茨撤销。战后，它们于1945年10月10日至25日期间被英国人集中以炸药炸毁，艇只残骸继而被打捞上岸并拆解报废。
第二次世界大战期间，U-61号完成了十次巡逻，共计击沉5艘、击伤1艘同盟国或中立国商船，累积总吨位为24,102吨。

### 作战巡逻
U-61号的前八次巡逻都是在王牌艇长厄斯滕的指挥下进行的，作战范围涵盖波罗的海、北海北部以及苏格兰和英格兰沿岸。他率领该艇的首个战功于1939年11月28日至12月3日的第二次巡逻期间取得：当时，U-61号于12月1日在泰恩茅斯的北堤附近、即编号为AN-5464的海军网格内共敷设了九枚水雷，造成1艘英国货船受损。受害者是注册吨位为4,434总吨的格里菲韦尔号（Gryfevale），它于同年12月22日13:40在泰恩栈桥以东约3海里（5.6）处触雷。但该船仍可自行回到泰恩河，并一直维修到1940年6月。1940年1月22日21:27，即第四次巡逻期间，无护航且中立的挪威货船西德福尔德号（Sydfold，2,434总吨）也被厄斯滕发射的一枚鱼雷击中，着火并慢慢沉没，导致5名船员丧生。
1940年2月12日至27日，U-61号执行了第五次巡逻，任务是伙同U-14、U-22、U-23、U-57和U-63号一起参加“诺德马克行动”。从2月18日至20日，这些U艇被部署在设得兰群岛和奥克尼群岛的英国基地外进行侦察，为德国战列舰沙恩霍斯特号和格奈森瑙号、重巡洋舰希佩尔将军号以及三艘驱逐舰对挪威至英国之间的护航船队发动的突袭提供支援，但一无所获。尽管如此，U-61号还是设法自行取得了战功：2月18日00:23，厄斯滕从350米的距离向位于设得兰群岛东南约90海里（170）处的巴拿马煤船索纳多号（El Sonador，1,406总吨）发射了一枚鱼雷，并观察到它在右舷舰舯被击中后不到一分钟便沉没，船上17人全数罹难。当天06:09，容积总吨为4,297吨的挪威货船桑斯塔德号（Sangstad）又在柯克沃尔以东被U-61号的一枚鱼雷击中左舷，15分钟后在严重横倾的状态下沉没，造成1人死亡。
U-61号于4月11日22:45从基尔启程开展第六次巡逻，参与德国入侵挪威的“威悉演习行动”。它并未被编入特定集群，而是独立在奥克尼群岛、设得兰群岛和卑尔根地区作战，至5月7日返抵基尔。在这次历时二十六天、水面行程2,600海里（4,800）、水下行程296海里（548）的行动中，没有舰船被厄斯滕号击沉或击伤。
直到7月6日至25日执行的第八次巡逻期间，U-61号才再有斩获：7月10日13:06，OA-180号护航船队中的荷兰货船阿尔瓦基号（Alwaki，4,533总吨）在愤怒角东北约10海里（19）处被厄斯滕的两枚哑弹鱼雷从左舷击中。护航船队分成两个纵列行进，几乎直接从潜艇上方越过，厄斯滕发现自己夹在两个纵列之间，急忙发起攻击，然后因面临被撞击而紧急下潜。两枚鱼雷从200多米的距离发射，因太近而无法引爆弹头，使它们一直穿透了阿尔瓦基号的船体，导致后者缓缓沉没。由于没有爆炸，护航军舰未能意识到这次袭击，潜艇也没有被发现。六天后，即7月16日12:23，HX-55号护航船队中的苏格兰吟游诗人号（Scottish Minstrel，6,998总吨）在布拉迪角西北约130海里（240）处又被U-61号发射的一枚鱼雷击中。这艘英国油轮起火后仍一度漂浮在水面上，但延至翌日沉没，共造成9名船员丧生。7月21日，U-61号还曾在设得兰群岛东北部遭到一架隶属英国皇家空军第269飞行中队的哈德逊式轰炸机的两枚炸弹袭击，但并未造成任何损伤。
前U-21号艇长、海军上尉沃尔夫-哈罗·施蒂布勒于1940年7月28日接过U-61号的指挥权，并指挥了该艇的最后两次巡逻。在这两次巡逻中，U-61号尽管移驻德占法国的洛里昂潜艇基地，得以从比斯开湾向大西洋出击，活动范围涵盖北部海峡和赫布里底群岛，但未能再取得任何战功。

## 袭击历史摘要
| 日期           | 船名             | 船籍   | 吨位  | 结局         |
| -------------- | ---------------- | ------ | ----- | ------------ |
| 1939年12月22日 | 格里菲韦尔号     | 英國   | 4,434 | 击伤（触雷） |
| 1940年1月22日  | 西德福尔德号     | 挪威   | 2,434 | 击沉         |
| 1940年2月18日  | 索纳多号         | 巴拿马 | 1,406 | 击沉         |
| 1940年2月18日  | 桑斯塔德号       | 挪威   | 4,297 | 击沉         |
| 1940年7月10日  | 阿尔瓦基号       | 荷蘭   | 4,533 | 击沉         |
| 1940年7月16日  | 苏格兰游吟诗人号 | 英國   | 6,998 | 击沉         |